# Polizeiruf 110: Dettmanns weite Welt
Dettmanns weite Welt ist ein deutscher Kriminalfilm von Bernd Böhlich vom rbb aus dem Jahr 2005. Es ist die 264. Folge innerhalb der Filmreihe Polizeiruf 110 und der achte Fall für Hauptmeister Horst Krause und der vierte Fall für seine Partnerin Johanna Herz.
Dettmanns weite Welt ist der letzte von drei Filmen, zu denen bereits die Filme Totes Gleis (1994) und Das Wunder von Wustermark (1998) gehören, in denen Otto Sander und sein Stiefsohn Ben Becker die Hauptrollen spielen.

## Handlung
Richard Lansky und Jobst Dettmann leben mittlerweile von Gelegenheitsarbeiten. Dettmann träumt davon, mit dem eigenen Truck durch die Welt zu fahren. Obwohl Dettmann das Geld des Bausparvertrags in ein Haus für seine Familie stecken soll, kauft er kurzentschlossen einen Truck von der Spediteurin Charlotte Pelzer. Den Wagen hatte bis dahin Herbert Herbst gefahren, aber da er die letzten drei Raten schuldig geblieben war, hat Pelzer ihn kurzerhand abserviert.
Schon am nächsten Morgen soll es losgehen. Doch Kommissarin Johanna Herz erscheint noch in der Nacht bei Dettmann und verdächtigt ihn des Mordes an der Spediteurin. Sie wurde kurz zuvor tot aufgefunden. Weil die Anzahlung auf den Truck verschwunden ist, fällt der Verdacht auf Dettmann. Er hat aber ein Alibi, da er zur Tatzeit in der Dorfschenke war und dafür Zeugen hat. Trotz der schnellen Entlastung ist es für seine erste Tour zu spät und sein Truck bereits mit dem Vorbesitzer Herbst unterwegs. Dettmann ist wütend und bittet Lansky um Hilfe, weil er seinem Truck hinterherfahren will. Beide machen sich mit dem Bus auf den Weg in Richtung polnischer Grenze. Dort treffen sie überraschend auf Polizeihauptmeister Krause, der Herbst auch verfolgt, weil dieser der Mörder von Pelzer sein könnte. Mit dem Motorrad und Beiwagen fahren sie gemeinsam weiter. Als sie kurz davor sind, Herbst zu stellen, flüchtet dieser mit Krauses Gefährt und überlässt seinen Verfolgern den Truck.
Kommissarin Herz weiß von dem plötzlichen Einfall Krauses nichts und wundert sich, wo ihr Kollege abgeblieben ist. Doch auch sie findet Hinweise, die auf Herbst als möglichen Mörder deuten. Sie lässt sich von Pelzers Tochter die geplante Route des Trucks geben, lässt Herbst zur Fahndung ausschreiben und macht sich allein auf den Weg hinterher.
Da nun Lansky, Dettmann und Krause mit dem polizeilich gesuchten Truck unterwegs sind, werden sie von den polnischen Behörden aufgehalten. Herz erhält die Information und ist überrascht, statt Herbst ihre drei Helden im Gewahrsam in Stettin anzutreffen. Nun gehen sie zu viert auf die Jagd nach Herbst. Krause kann sein Motorrad auf einem polnischen Markt wiederfinden. Schäferhündin Vera, die noch immer im Beiwagen sitzt, zeigt Krause den Weg zu Herbst. Der hat sich im Stettiner Hafen in eine Schiffskajüte zurückgezogen und mittlerweile eingesehen, dass sein Weg hier zu Ende ist. Kommissarin Herz gegenüber schildert er die Geschehnisse des Vorabends. Er hatte Pelzer aufgesucht, weil er sein Geld zurückhaben wollte, das er seinerzeit für den Truck angezahlt hatte, den sie nun einfach Dettmann verkauft hat. Sie sei wie eine Furie auf ihn losgegangen und er habe sie von sich gestoßen. Dabei sei sie gestolpert und mit dem Kopf aufgeschlagen. Er hätte das nicht gewollt.

## Hintergrund
Dettmanns weite Welt wurde von „DOKfilm Fernsehproduktion GmbH“ im Auftrag des rbb produziert und in Potsdam, Stettin, auf dem Bahnhof von Bredow sowie dem Grenzübergang bei Frankfurt (Oder) gedreht. Am 27. Februar 2005 wurde der Film im Ersten zur Hauptsendezeit erstmals ausgestrahlt.
Die ersten beiden Filme dieser Trilogie mit Lansky und Dettmann spielten im Zuständigkeitsbereich der Kommissarin Tanja Voigt (Katrin Saß), die die Vorgängerin von Kommissarin Wanda Rosenbaum war. Der Dorfpolizist Horst Krause tritt dort das erste Mal in Erscheinung.

## Einschaltquoten
Dettmanns weite Welt hatte einen Gesamtmarktanteil von 19,6 Prozent bei insgesamt 7,48 Millionen Zuschauern. In der Zielgruppe der 14- bis 49-Jährigen sahen 2,43 Millionen Zuschauer bei einem überdurchschnittlichen Marktanteil von 14,8 Prozent zu. Der Polizeiruf konnte demnach in der Zielgruppe sehr gute Quoten vorweisen, insgesamt lag diese Folge jedoch im unteren Erfolgsbereich.

## Kritik
Rainer Tittelbach von tittelbach.tv bewertet diesen Polizeiruf als durchschnittlich und meint: „Es war überfällig, dass der ‚Polizeiruf‘  aus Brandenburg, der sich zuletzt in konventionellen Krimifällen verstrickte, wieder zu seinen schrägeren Anfängen zurückkehren würde. Da war es durchaus richtig, sich an einst Bewährtes zu erinnern. Und so holte der RBB für seine Traditionsreihe mal wieder Bernd Böhlich ins Boot. Nachdem sich der Hoffnungsträger des ostdeutschen Films zuletzt mehr und mehr dem Trivialen zugewandt hatte, muss es dem Autor-Regisseur mal wieder Freude gemacht haben, Geschichten mit Charakteren und Mentalitäten seiner Heimat zu erzählen. Dass dabei der Krimi-Aspekt irgendwo in der brandenburgischen Pampa verloren geht – darüber sollte man schmunzelnd hinwegsehen.“
Die Kritiker der Fernsehzeitschrift TV Spielfilm vergaben eine mittlere Wertung (Daumen zur Seite) und schrieben, die „verkrampfte Provinzposse“ biete nur „prominente Darsteller, nervige Ost-Klischees“.
Klaudia Brunst findet dagegen bei der Berliner Zeitung viele kleine positive Seiten und schreibt: „‚Dettmanns weite Welt‘ ist kein spannender Krimi, sondern ein liebevoll erzähltes Fernsehspiel. Mit ruhiger Hand erzählt Bernd Böhlich (Kamera: Peter Ziesche) die Geschichte des kleinen Dorfes, in dem alle etwas gegen die große Agonie unternehmen und trotzdem kaum etwas passiert - mal abgesehen von der Toten in der Garage. Die Spielfreude von Otto Sander und seinem Stiefsohn Ben Becker ist dem Stück anzusehen. […] Mit großer Liebe zum Detail und einer entschiedenen Spur Ironie [wurde] die in zwei Hälften zerfallene Welt von Wustermark entworfen. […] Trotz all dieser liebevollen Details und Einfälle tritt die Handlung von ‚Dettmanns weite Welt‘ doch streckenweise zu selbstverliebt auf der Stelle.“